# Čatrnja (gmina Krnjak)
Čatrnja – wieś w Chorwacji, w żupanii karlowackiej, w gminie Krnjak. W 2011 roku liczyła 133 mieszkańców.